# インターフェース分離の原則
 インターフェース分離の原則（インターフェースぶんりのげんそく、英:Interface segregation principle）はソフトウェアエンジニアリングにおいて、使用しないメソッドにコードを強制的に依存させてはならない、という原則である。
インターフェース分離の原則によって大きなインターフェースをより小さく、より具体的なものに分割しクライアントは自分にとって重要なインターフェースのみを認識すればよくなる。このような縮小されたインターフェースはロールインターフェースとも呼ばれる。システムを分離した状態に保ちリファクタリング、変更、再展開を簡単にすることを目的としている。オブジェクト指向設計の5つのSOLIDのうちの1つである。インターフェース分離の原則はオブジェクト指向設計を超えて一般的な分散システムの設計における重要な原則でもあり、マイクロサービス設計の6つのIDEALS原則の1つでもある。